# Deggingen
Deggingen je općina u njemačkoj saveznoj državi Baden-Württembergu. Jedno je od 38 općinskih središta okruga Göppingena. Prema procjeni iz 2010. u općini je živjelo 5.508 stanovnika. 

## Geografski i demografski podatci
Deggingen se nalazi u saveznoj državi Baden-Württembergu u okrugu Göppingenu. Općina se nalazi na nadmorskoj visini od 492 metra. Površina općine iznosi 22,7 km². U samom mjestu je, prema procjeni iz 2010. godine, živjelo 5.508 stanovnika. Prosječna gustoća naseljenosti iznosi 243 stanovnika/km².

## Vanjske poveznice
- [www.deggingen.de službena stranica]